# Finnmark
Finnmark (Samisch: Finnmárkku fylkka, Kveens: Finmarkku), wat hetzelfde betekent als Lapland, namelijk het land van de Sami, is de noordelijkste provincie van Noorwegen.  
In Finnmark woont 1,6 procent van de bevolking van Noorwegen. De provincie telt achttien gemeenten (drie stadsgemeenten) en grenst aan Troms in het westen, aan de Finse provincie Lapland in het zuiden en aan het Petsjenga district van de Moermansk Oblast in Rusland in het oosten. Finnmark is een onderdeel van de Barentszregio en ook van Lapland, dat over vier landen verdeeld is. De provincie ligt in haar geheel boven de poolcirkel, zodat de bewoners in de winter te maken hebben met de poolnacht en in de zomer met de middernachtzon.
Finnmark is de jongste en noordelijkste fylke van Noorwegen. Met een oppervlakte van 48 618 km² is het na Innlandet de grootste provincie, maar tegelijkertijd wel de dunstbevolkte met slechts twee inwoners per vierkante kilometer. 
Knivskjellodden te Nordkapp is het noordelijkste punt van Europa, ook al is Kinnarodden te Nordkinn het noordelijkste punt op het vasteland.
De grenzen met Rusland, Finland en Zweden werden na 1750 bepaald. Finnmark heeft lange fjorden aan de kust, terwijl het binnenland gedomineerd wordt door een zeer grote hoogvlakte. Hier zijn sommige van de oudste resten van nederzettingen van het Stenen Tijdperk gevonden (tot tienduizend jaar oud), zoals de rotskunst van Alta bewijst. Ook al wonen etnische Noren lang in deze provincie, zij wordt voornamelijk verbonden met kust-Sami en Sami die met rendierteelt bezig zijn.
Na het uiteenvallen van de Sovjet-Unie in 1991 is de handel met de Russen weer opgebloeid. Er zijn bootverbindingen tussen Moermansk en Kirkenes/Vardø.

## Beknopte gegevens
- Steden (stadsrechten): Hammerfest (gemeente Hammerfest (17 juli 1789)), Vardø (gemeente Vardø (1789)) en Vadsø (gemeente Vadsø (1883)).
- Fjorden: Varangerfjord, Altafjord, Porsangerfjord.
- Rivieren: Tanaelva, Pasvikelva, Altaelva.
- Bergen: Øksfjordjøkelen (1204 m), Stuoraháldi (1149 m), Cuokkarašša (1139 m), Seilandstuva (1079 m), Rastigaissa (1067 m), Vuorji (1024 m), Mollijus (978 m), Kjerringa (960 m).
- Hoogvlakte: Finnmarksvidda.
- Beschermde natuur, 66 gebieden, 3172 km²:

Nationale parken - 3 (2246 km²):
Øvre Pasvik (119 km²), opgericht 1970
Anárjohka (1390 km²) opgericht 1975
Stabbursdalen (747 km²) opgericht 1970
Natuurreservaten - 51 (op het land: 536 km², zeeareaal: 85 km², in totaal 621 km²).
Beschermd landschap - 9 (747 km²)
Overige - 3 (0,4 km²)
- Bekende mensen uit Finnmark:

Nils Gaup, filmregisseur ("Veiviseren").
Hans E. Kinck (1865-1926), auteur.
Vegard Ulvang, skiër.
Martin Schanke, rallycoureur.

## Aardrijkskundige indeling

### Het landschap
Het landschap van deze provincie wijkt op meerdere manieren af van de rest van Noorwegen. De fjorden zijn lang en open, gescheiden door vrij vlakke landtongen met steile kusten. Ten oosten van de Nordkapp zijn er geen rotseilanden meer te vinden. Tussen de kuststrook en de vrij laag gelegen Finnmarksvidda zijn oude zandsteenformaties gevouwen en omhoog gedrukt. Zodoende zijn de Gaissen, een rij piramidevormige bergen, ontstaan.

### Kustzone
Ongeveer de helft van de bevolking woont aan de kust. Hier zijn ook de drie stadsgemeenten gelokaliseerd: Hammerfest, Vardø en Vadsø. Visserij is de voornaamste bron van inkomen. Het klimaat is hier strenger dan in het binnenste van de fjorden, ondanks de Golfstroom.

### Overgangszone
In het binnenste van de fjorden is een zachter klimaat te vinden dan aan de kust of op de hoogvlaktes (vidda). Aan de kust is het klimaat strenger. In deze zachtere zone zijn drie grote plaatsen gelegen: Alta, Lakselv en Kirkenes. De voornaamste bronnen van inkomen zijn hier veeteelt en mijnbouw.

### Hoogvlakte
De Finnmarksvidda beslaat 36% van het areaal van Finnmark, hier woont ongeveer 7% van de bewoners van deze provincie. De grootste plaatsen zijn Kautokeino (Guovdageaidnu) en Karasjok (Kárášjohka). De mensen leven hier hoofdzakelijk van rendierteelt, landbouw, jacht en visserij.

## Klimaat
Vardø is de enige Noorse stadsgemeente gelegen in de arctische zone, hetgeen betekent dat de gemiddelde temperatuur voor de warmste maand van het jaar onder 10 °C is. De overige kust wordt ook niet veel warmer 's zomers, maar dankzij de Golfstroom ook niet extreem koud 's winters. Daarentegen kunnen de temperaturen op de Finnmarksvidda zo laag worden als −40° en −50 °C. Karasjok heeft het kouderecord van Noorwegen: er werd −51,4 °C gemeten op 1 januari 1886. De winterstormen zijn het ergst aan de kust; hierdoor worden de wegen over de bergen geregeld gesloten. De muggen vormen 's zomers een ware plaag, in het bijzonder op de hoogvlakte, waar het ook vaak warmer wordt dan 20 °C.

## Cultuur en geschiedenis
Het oude gebied Finnmork bevatte ook een deel van Troms naast noordelijk Finland en het schiereiland Kola. Finnmork was ongeveer 8 keer groter dan de huidige provincie en werd voornamelijk bevolkt door de Sami die belasting moesten betalen aan zowel de Noren, de Zweden als aan de Russen.
Noren gingen in deze provincie vanaf ongeveer 1300 wonen, toen Haakon Magnusson de Vardøhus vesting liet bouwen. Deze is nog steeds in het bezit van de Noorse Marine. Vanaf ongeveer 1500 begonnen de Russen zich er te vestigen. Kautokeino, Karasjok, Polmak, Utsjok en grote gebieden verder oostwaarts werden tussen 1326 en 1826 door Noorwegen en Rusland samen beheerd.
Tijdens de Duitse bezetting werd Finnmark vrijwel geheel door de bezetters geëvacueerd. In 1945 werd het gebied door het Rode Leger bevrijd.
Er zijn verschillende cultuurschatten in deze provincie, zoals Lille-Moskva (Klein Moskou) (Kiberg/Vardø), de weg naar Hamningberg te Båtsfjord die door een maanlandschap voert. Toch is het doel voor de meeste toeristen Nordkapp. Sinds er een tunnel geopend is naar Honningsvåg is Nordkapp beter bereikbaar.
In het westen is Hammerfest gelegen, de noordelijkste stad van Noorwegen. De grootste stad van Finnmark is Alta. Bij die stad is de rotskunst van Alta te vinden die op de Werelderfgoedlijst van UNESCO staan. Er zijn ook archeologische vondsten gedaan van de zogenaamde Komsacultuur.

### Troms og Finnmark (2020-2023)
Op 8 juni 2017 besloot het Noorse parlement in het kader van de provinciale herindelingen dat Finnmark zal moeten fuseren met provinciebuur Troms tot een grote noordelijke provincie. Ondanks veel verzet vooral vanuit Finnmark kwam de nieuwe fusieprovincie er toch. Op 1 januari 2020 fuseerde Finnmark met Troms tot de nieuwe provincie Troms og Finnmark. Voor de verkiezingen van het Noorse parlement bleef de oude provincie nog wel bestaan als kiesdistrict. 
De onrust rondom de fusie bleef jarenlang aanhouden. Het parlement van Troms og Finnmark deed bij de landelijke overheid een aanvraag voor het ongedaan maken van de fusieprovincie, maar het kabinet-Solberg bleef vasthouden aan de herindeling. Het centrumrechtse kabinet verloor echter de meerderheid bij de Noorse parlementsverkiezingen 2021. Het nieuwe centrumlinkse kabinet-Støre nam de verzelfstandiging van beide fylkes op in het regeerakkoord. Vanaf 1 januari 2024 is Finnmark weer een eigen, zelfstandige provincie. 
Tevens bestond de mogelijkheid om zowel Finnmark als Troms als Nordland samen te voegen tot een grote, Noord-Noorse provincie. Dit plan werd echter al snel afgeketst door een enorme hoeveelheid verzet in de drie huidige provincies. De mogelijkheid om Zuid-Troms bij Nordland te voegen en Noord-Troms bij Finnmark (de huidige tiltakssonen) te laten aansluiten, is niet aan bod gekomen.

## Sami
De hoofdstad van de Sami is Kárášjohka (Karasjok) waar ook het Sameting, het Samische parlement, is gelegen. De Noorse staatsomroep zendt vanuit deze stad ook Sameradio (radio-uitzendingen in het Samisch) uit.
Veel van de Noorse Sami wonen in Finnmark en Troms; er wordt door onderzoekers gedacht dat dit volk er al 2000 jaar of langer woont. Zowel de provincie zelf als 5 gemeenten in Finnmark (plus Kåfjord/Troms) hebben officiële namen in het Samisch en in het Noors.
Van 2020 tot en met 2023 bestond de provincie Finnmark niet, maar was het onderdeel van de fusieprovincie Troms og Finnmark. 

## Dedistrictenvan Finnmark
- Vest-Finnmark (West)

Alta, Hammerfest, Hasvik, Loppa, Kvalsund, Måsøy en Nordkapp.
- Øst-Finnmark (Oost)

Berlevåg, Båtsfjord, Gamvik, Lebesby, Unjárgga Gielda / Nesseby, Sør-Varanger, Deanu gielda / Tana, Vadsø en Vardø
- Indre Finnmark (Innere)

Guovdageaidnnu suohkan / Kautokeino, Kárášjohka-Karasjok en Porsángjju Gielda / Porsanger.

## Gemeenten in Finnmark

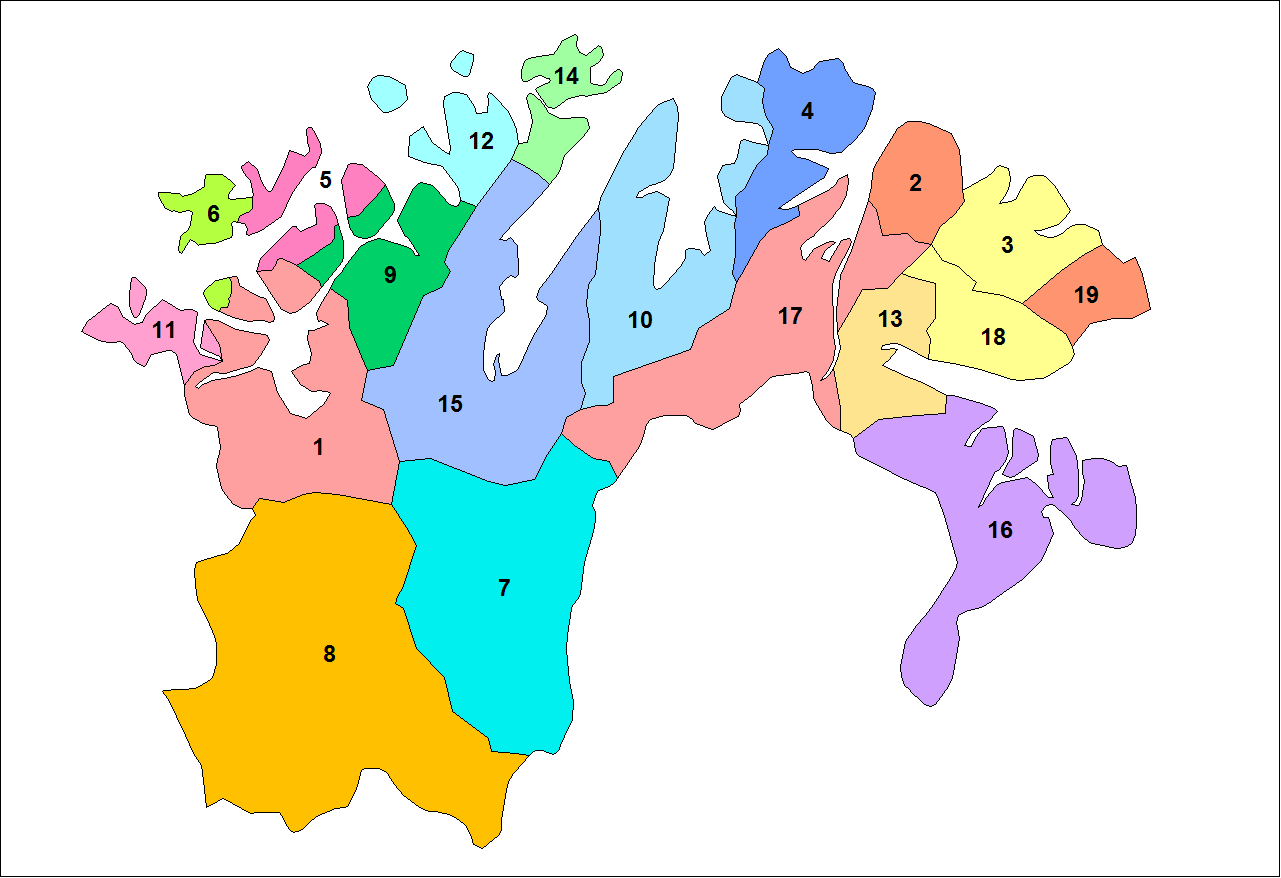
Finnmark in gemeenten

In 2020 ging de gemeente Kvalsund op in de gemeente Hammerfest. Het aantal gemeentes daalde daartoe van negentien naar achttien. 
1. Alta

2. Berlevåg

3. Båtsfjord

4. Gamvik

5. + 9. Hammerfest

6. Hasvik

7. Karasjok

8. Kautokeino

10. Lebesby

11. Loppa

12. Måsøy

13. Unjárga Nesseby

14. Nordkapp

15. Porsanger

16. Sør-Varanger

17. Tana

18. Vadsø

19. Vardø

## Demografie
Ondanks maatregelen van de overheid (belastingvoordelen en korting op de studieschuld voor wie in Finnmark gaat wonen) daalt het inwonersaantal gestaag (sinds 1975 met ongeveer 8%), een trend die zich lijkt voort te zetten. Voor veel mensen is het wonen in deze provincie dan ook een springplank voor een betere carrière in het zuiden, aangezien hoger opgeleiden vrij snel een goede baan kunnen vinden om ervaring op te doen.
In Finnmark worden officieel vier talen gebruikt. Naast Noors (Bokmål) en Samisch wordt ook Kveens en Russisch gesproken. Kveens (verwant aan het Fins) is de taal van de Finse minderheid in Nord-Varanger (te Nesseby en Vadsø). De Kvenen zijn genetisch verwant aan de bewoners van de Finse provincie Kainuu.
Finnmark is ook de oude naam voor Lapland in Zweden, die nog door sommige bewoners in deze regio wordt gebruikt. Deze naam is afkomstig van de expedities van Linnaeus in deze regio in de 18e eeuw.
Het is niet ongebruikelijk dat gemeente- en plaatsnaamborden alle vier de talen bevatten. Russisch is ook een nieuwe immigrantentaal in het oosten van Finnmark. Noors-Russische straatnaamborden zijn bijvoorbeeld niet ongewoon in Kirkenes, evenals bewegwijzering in het Russisch in het grensgebied met Rusland.

## Economie
De rendierteelt is niet meer de belangrijkste bron van inkomen voor Finnmark. De visserij is nog steeds vrij belangrijk, maar door het uitbouwen van het Snehvitveld bij Hammerfest hoopt Finnmark andere (olie)bronnen van inkomen aan te boren. Er worden grote bronnen verwacht in de Barentszzee als er toestemming wordt gegeven om er te boren. Verder is het toerisme een belangrijke bron van inkomsten.

## Verkeer
De E6 loopt door de provincie van Alta tot Kirkenes, alwaar de langste Noorse Europaweg eindigt. In deze provincie ligt, net zoals in Hordaland, een begin- en eindpunt voor Hurtigruten, een goederen- en passagiersscheepsroute. Hiernaast zijn er veel regionale vliegvelden met korte banen langs de hele kust. Haast iedere grotere dorp/plaats heeft een vliegveld, zonder deze waren waarschijnlijk veel meer van deze plaatsen ontvolkt.

## Wapen
Het wapen werd aangenomen bij Koninklijk Besluit in 1967. Het motief is een gouden burcht tegen een zwarte achtergrond. De burcht is gekozen als een illustratie van Vardøhus vesting en het beschermen van de oostgrens. Na de fusie met Troms wilde de provincie Finnmark het wapen niet kwijtraken, waardoor er werd gekozen voor een combinatie van beide wapens. 

## Provinciebloem

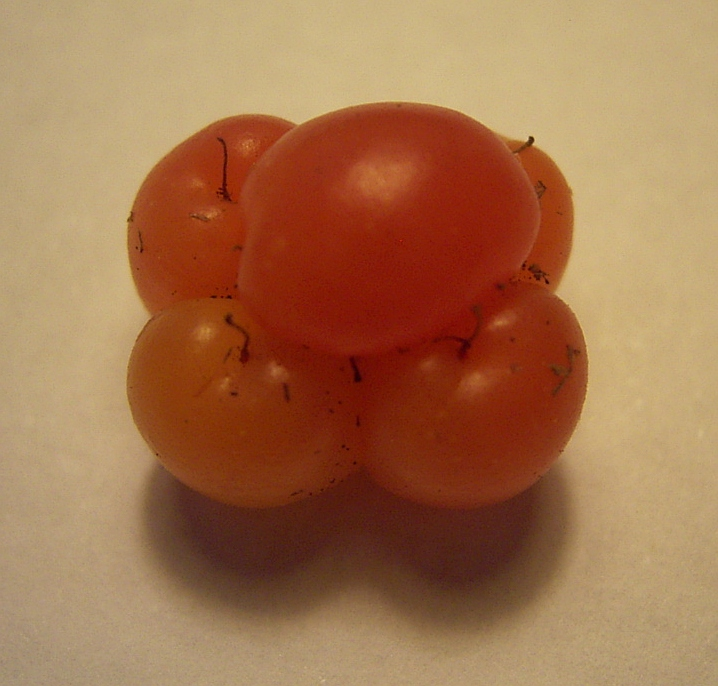
Provinciebloem Finnmark

De vrucht van de kruipbraam (Rubus chamaemorus), in het Noors Multe, is een van de symbolen van Finnmark. Deze plant groeit in moerassen met een zure bodem (pH tussen 3,5 en 4,5) op het noordelijk halfrond tussen 44°N en 78°N. In Europa komen ze vooral voor in de nationale parken van Noorwegen, Zweden en Finland. De Noorse Botanische Vereniging onderstreept dat wandelaars volgens het allemansrecht de bes van deze plant mogen plukken, maar niet de plant of de bloem zelf.

## Trivia
Het boek Nooit meer slapen van W.F. Hermans speelt zich grotendeels in Finnmark af.